# Dawn (nome)
Dawn  è un nome proprio di persona inglese femminile.

## Origine e diffusione

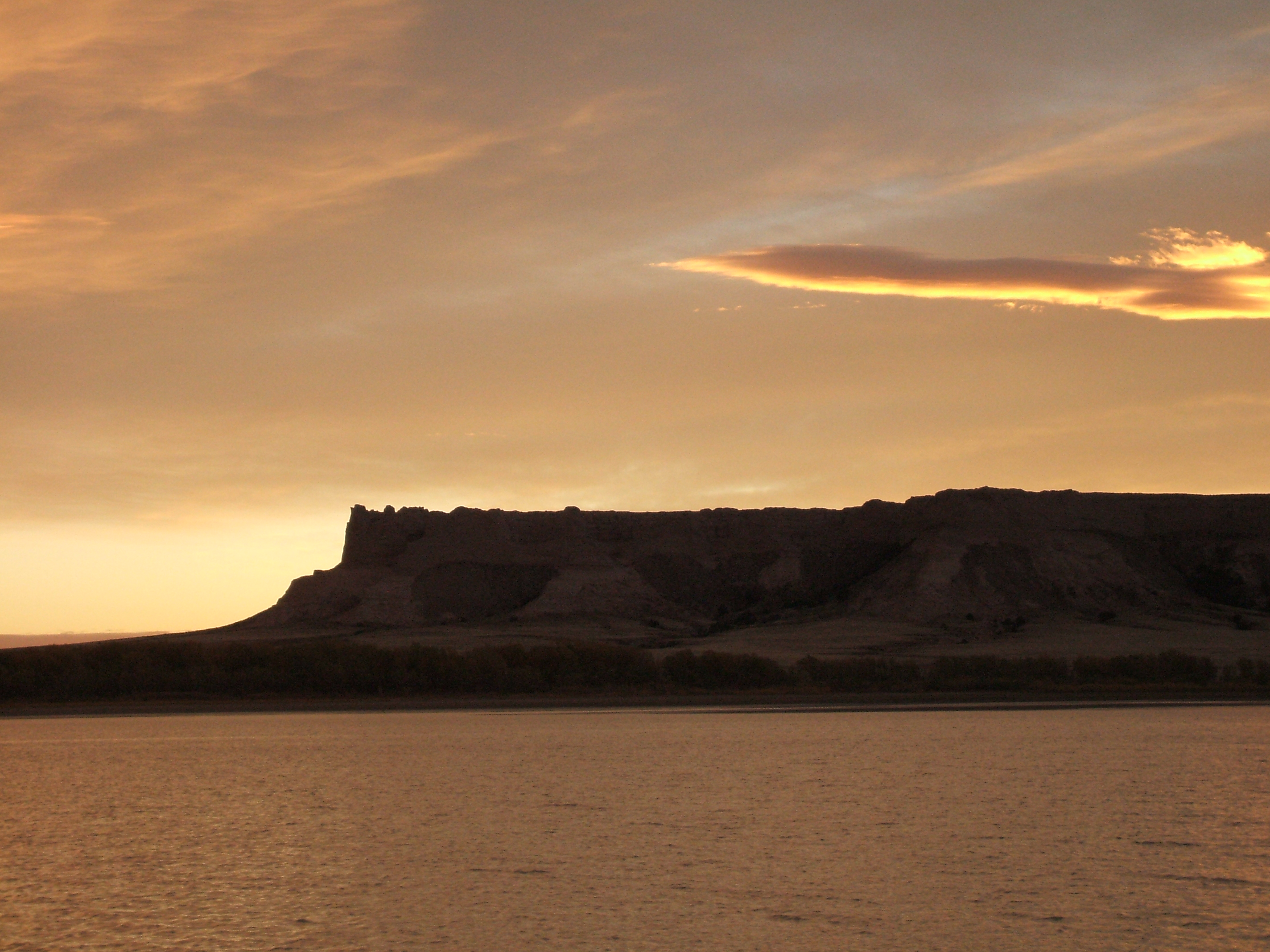
L'alba nella Hawk Springs State Recreation Area (presso Hawk Springs), Contea di Goshen

Riprende il termine inglese che indica l'alba, dawn (dal medio inglese dauninge, dall'inglese antico dagung, da dagian, "diventare giorno"). Ha quindi significato identico o ai nomi Alba, Aušra, Aurora, Anatolio, Hajna, Rossana, Agim e Zora, e opposto al nome Disma.
Il nome fa la sua prima comparsa a inizio Ottocento come maschile, e si trattava in realtà di una ripresa del raro cognome omonimo (variante di Dawe, a sua volta dal nome David o dal nome della taccola, jackdaw in inglese); l'uso comunque vira al femminile entro la fine del secolo. Negli Stati Uniti è raro prima del 1920, per poi aumentare in popolarità fino a entrare nei 25 più diffusi dal 1966 al 1975.

## Onomastico
Il nome è adespota, cioè non è portato da alcuna santa, quindi l'onomastico ricade il 1º novembre ad Ognissanti.

## Persone
- Dawn Addams, attrice britannica
- Dawn Burrell, atleta statunitense

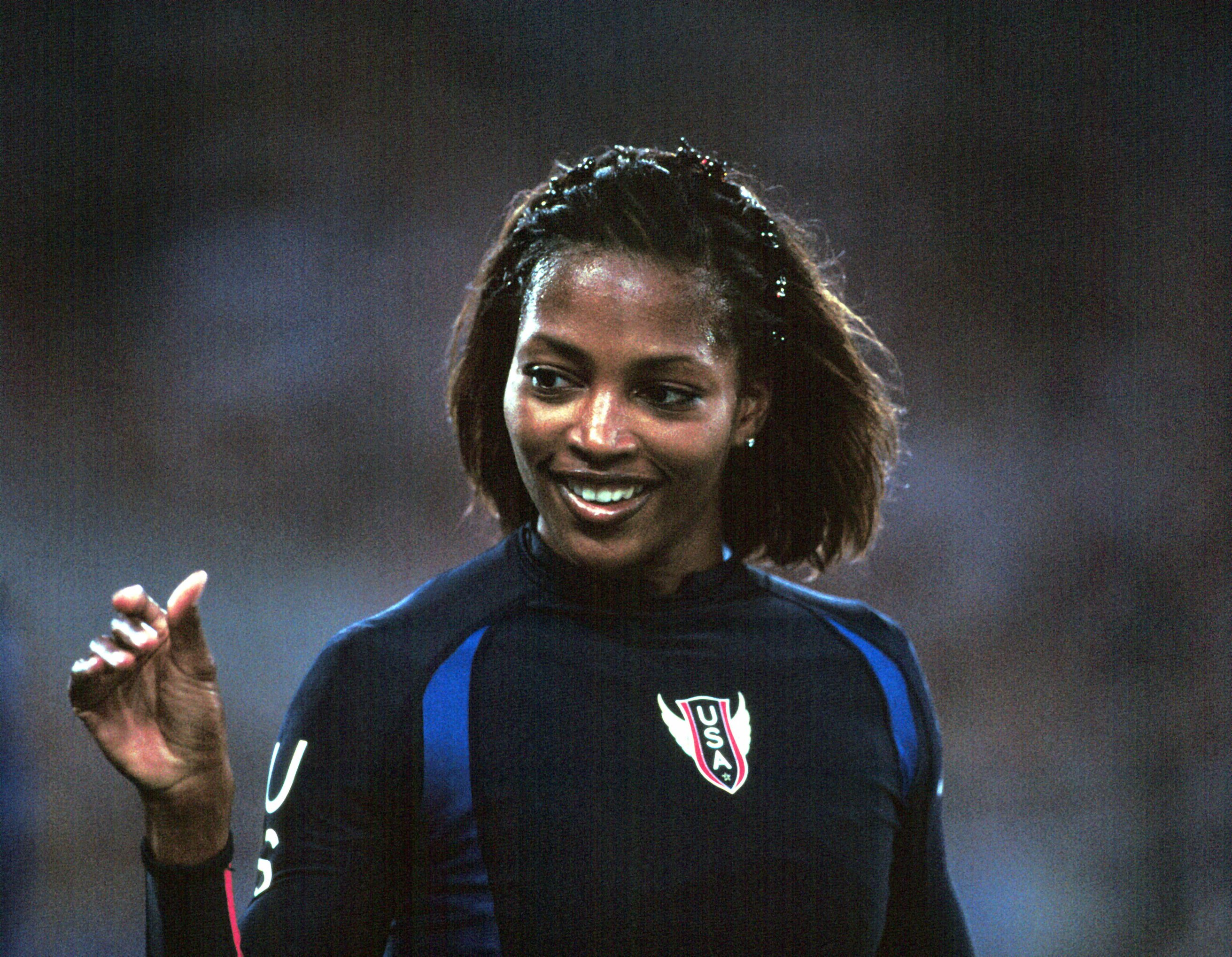
Dawn Burrell

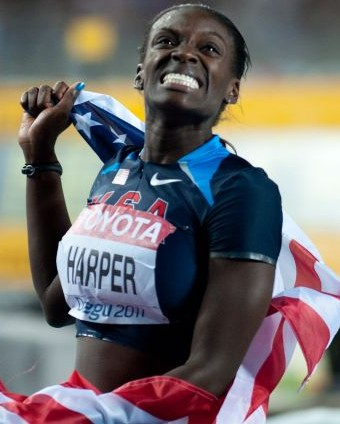
Dawn Harper

- Dawn Fraser, nuotatrice australiana
- Dawn French, attrice e doppiatrice britannica
- Dawn Harper, atleta statunitense
- Tara Dawn Holland, modella e attrice statunitense
- Linsey Dawn McKenzie, pornoattrice britannica
- Dawn Olivieri, attrice statunitense
- Dawn Powell, scrittrice statunitense
- Dawn Marie Psaltis, wrestler e attrice statunitense
- Dawn Shadforth, regista e artista britannica
- Dawn Staley, cestista e allenatrice di pallacanestro statunitense
- Dawn Steel, imprenditrice statunitense

## Il nome nelle arti
- Dawn è il nome inglese di Lucinda, personaggio dei Pokémon.
- Dawn Atwood è un personaggio della serie televisiva The O.C..
- Dawn Chamberlain è un personaggio della serie televisiva The Secret Circle.
- Dawn Summers è un personaggio della serie televisiva Buffy l'ammazzavampiri.
- Dawn Wiener, protagonista del film Fuga dalla scuola media.
- Dawn  è un personaggio del cartone animato A tutto reality - La vendetta dell'isola.
- Dawn è una dei protagonisti della sitcom Nicky, Ricky, Dicky & Dawn

## Toponimi
- 1618 Dawn è un asteroide della fascia principale, che prende il nome dalla nipote dello scopritore[5].